# Шіллінгарюд
Шіллінгарюд, Шіллінгарид (швед. Skillingaryd) — містечко (tätort, міське поселення) на Півдні Швеції в лені Єнчепінг. Адміністративний центр комуни Ваггерюд разом із містечком Ваггерюд.

## Географія
Містечко знаходиться в центральній частині лена Єнчепінг за 310 км на південний захід від Стокгольма.

## Історія
Шіллінгарюд був поселенням у парафії Тофтерюд і після муніципальної реформи 1862 року увійшов до складу ландскомуни Тофтерюд. У 1920 році була сформована окрема ландскомуна Шіллінгарюд. 
У 1952 році поселення отримало статус чепінга (торговельного містечка). З 1971 року увійшло до складу комуни Ваггерюд.

## Герб міста
Для торгового містечка (чепінга) герб було розроблено 1948 року: щит перетято, у верхньому срібному полі три зелені ялини, у нижньому червоному — дві скошені навхрест срібні гармати. 
Після адміністративно-територіальної реформи, проведеної в Швеції на початку 1970-х років, муніципальні герби стали використовуватися лишень комунами. Тому з 1971 року став використовуватися герб нової комуни Ваггерид, а символ Шиллінгарюду вийшов з ужитку.

## Населення
Населення становить 4 027 мешканців (2018). 

## Економіка
У містечку працюють декілька великих шведських компаній, зокрема виробник меблів Kinnarps.

## Галерея

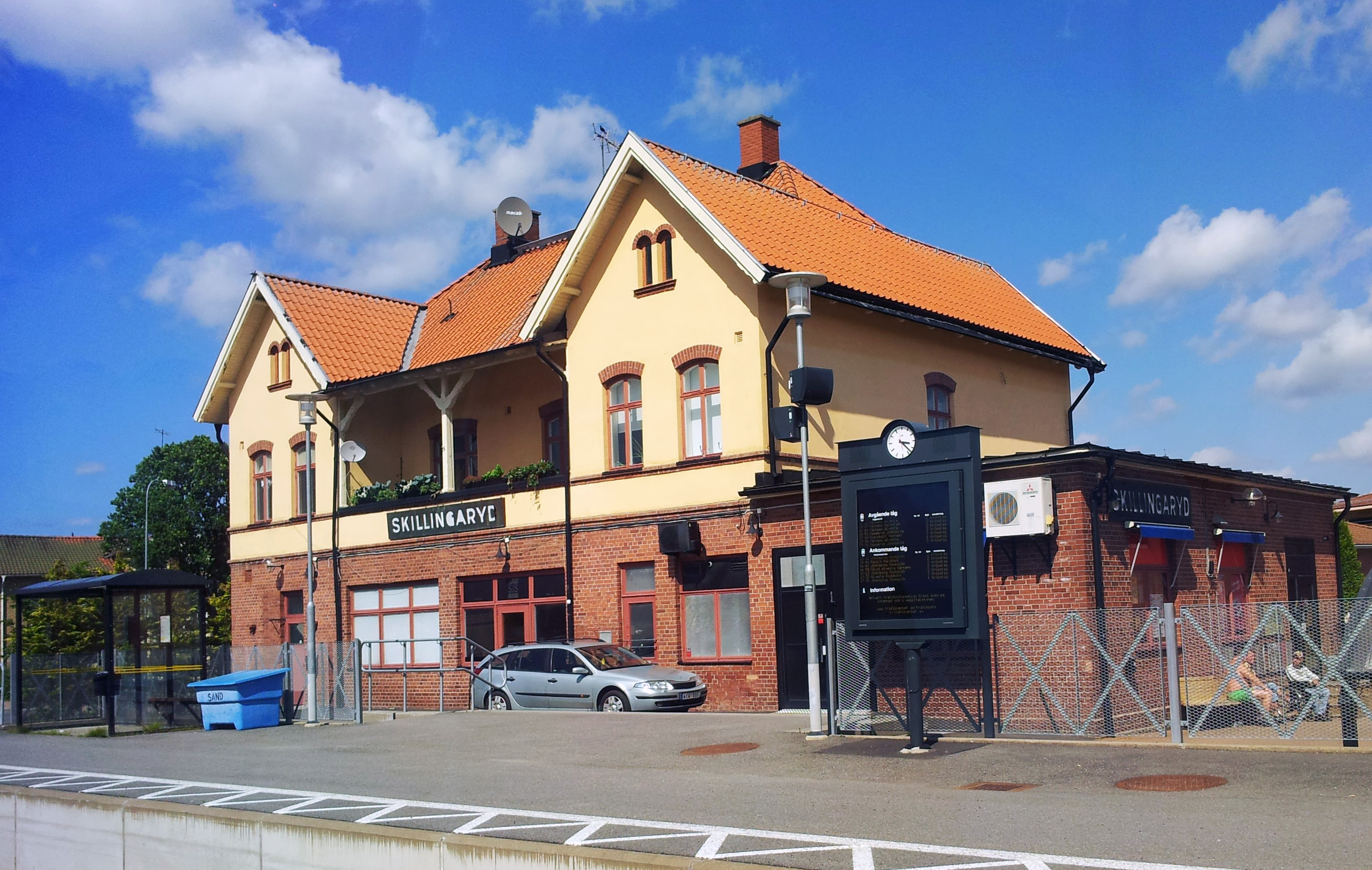
Залізнична станція
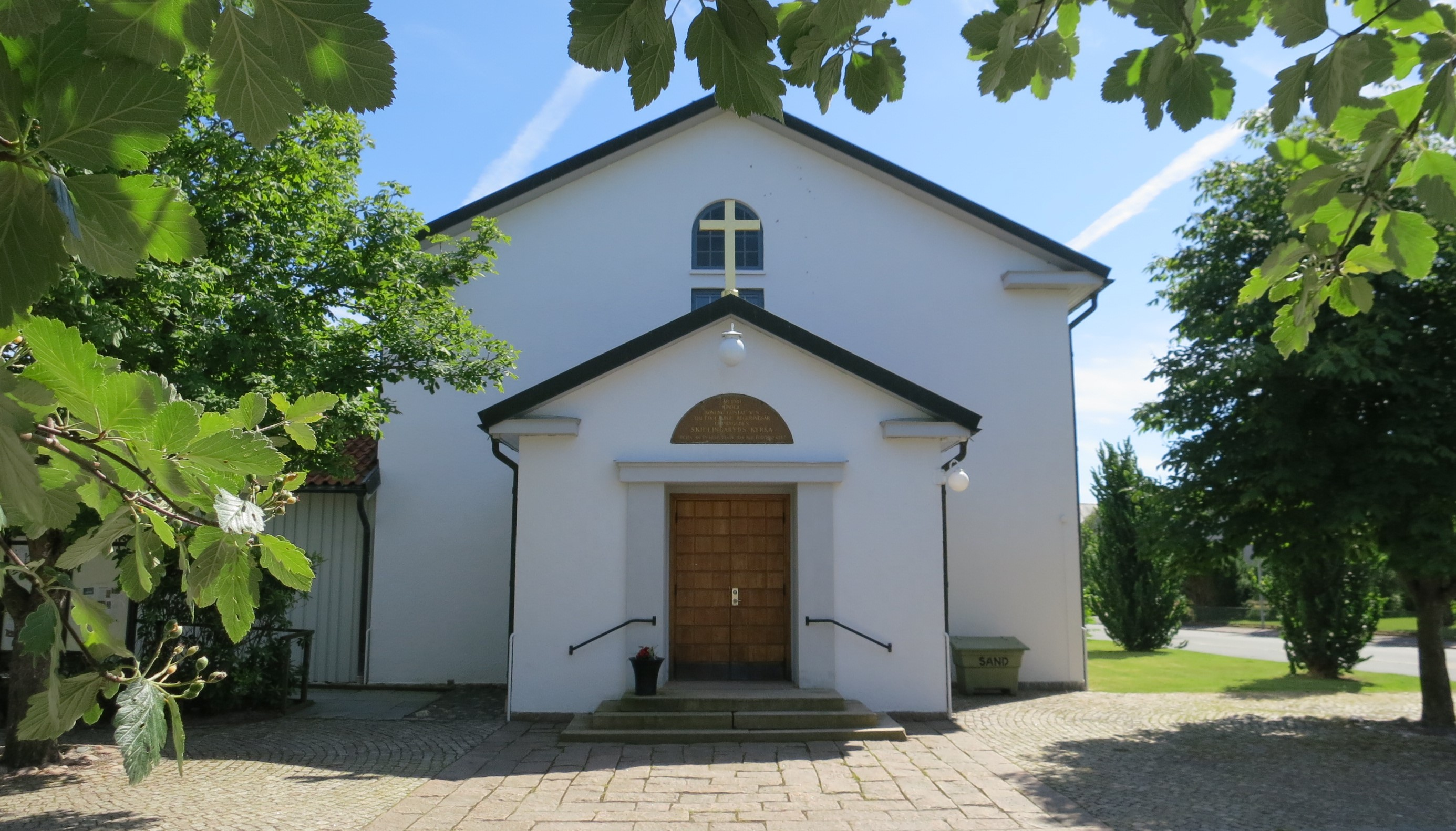
Церква
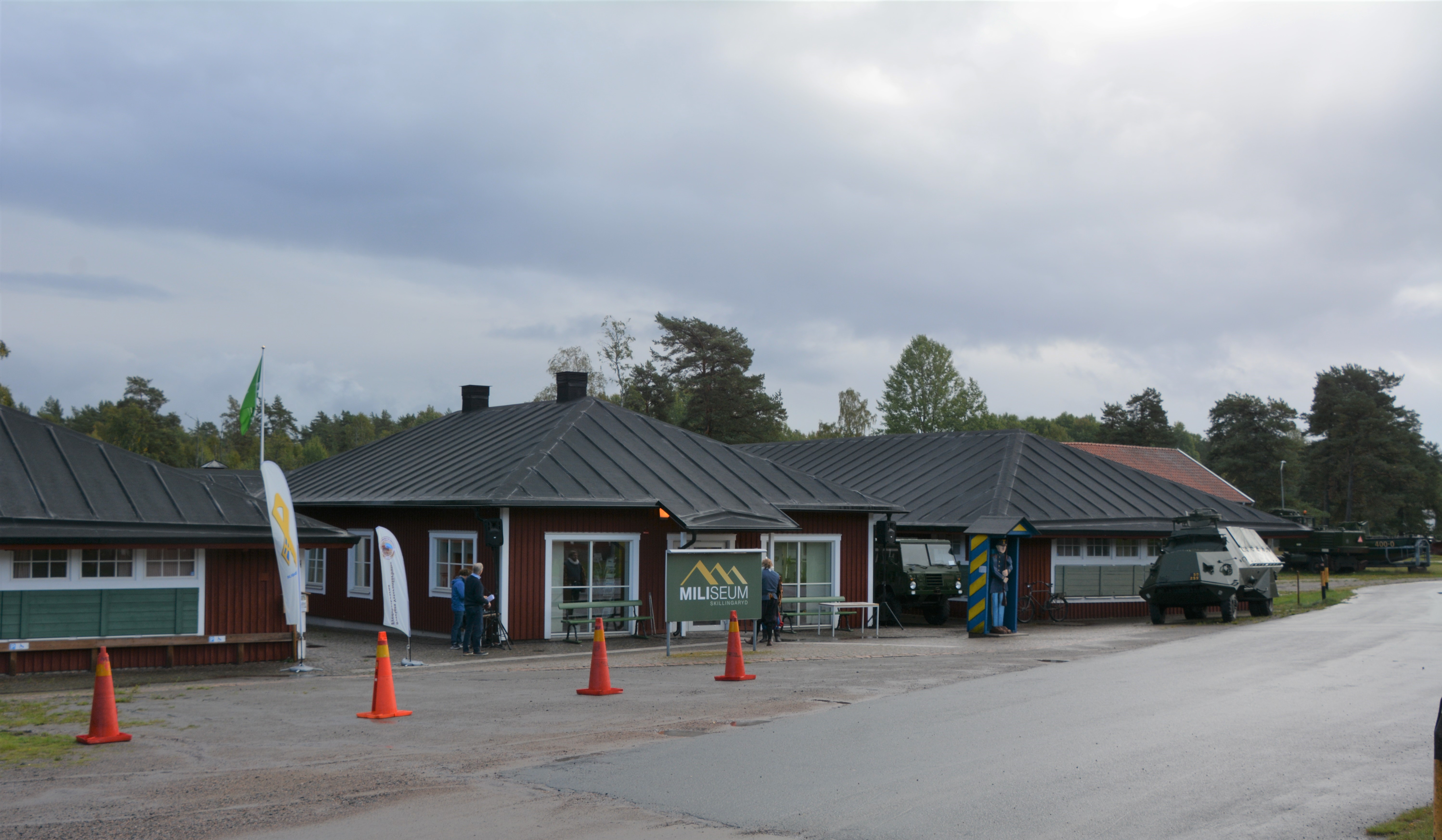
Музей військової історії

## Покликання
- Сайт комуни Ваггерюд [Архівовано 23 квітня 2021 у Wayback Machine.]